# Jimmy Conrad
James „Jimmy“ Conrad (* 12. Februar 1977 in Temple City, Kalifornien) ist ein ehemaliger US-amerikanischer Fußballspieler und aktuell als Host für den YouTube-Kanal KICKTV tätig. Zudem war Conrad Nationalspieler der Vereinigten Staaten und wurde von Bruce Arena für die Fußball-Weltmeisterschaft 2006 in Deutschland nominiert.

## Sportlicher Werdegang
Der Abwehrspieler erlernte das Fußballspielen in der Jugendmannschaft der Santa Anita Stallions, der Schülermannschaft der Temple City High School und in der Mountain View Youth Soccer League. In den Jahren 1994 und 1995 besuchte er die San Diego State University und war in der dortigen Universitätsauswahl ebenso aktiv, wie später an der UCLA, für die er ebenfalls zwei Spielzeiten absolvierte und 1997 die Meisterschaft in der NCAA gewann.
Conrad befand sich außerhalb des Draftsystems der MLS und schloss sich 1998 dann in der A-League, einer zweitklassigen Liga in den Vereinigten Staaten, dem heute nicht mehr existenten Verein San Diego Flash an und gewann an der Seite von Joe Cannon, seinem auch künftigen Mannschaftskameraden in San José, die Meisterschaft in der Pacific Division. Nach nur einem Jahr wechselte Conrad in die MLS zum Klub San José Clash (ab dem Jahr 2000: „San José Earthquakes“) und kam in seiner ersten Spielzeit auf 17 Begegnungen. In der zweiten Saison entwickelte er sich weiter zum Stammspieler und stand bei 25 Einsätzen insgesamt in allen neun Partien des Vereins ohne Gegentor auf dem Platz. Zudem durfte er in einer denkwürdigen Partie, trotz einer Sperre, an der Meisterschaftsbegegnung gegen Los Angeles Galaxy im Rose Bowl Stadium teilnehmen, da ihm die MLS und der gegnerische Klub erlaubten, vor seinem schwer krebskranken Stiefvater zu spielen. Nach dem Saisonende verbrachte er auf Leihbasis noch zusätzlich eine kurze Zeit beim polnischen Verein Lech Posen.
Aufgrund eines Fußbruchs musste Conrad in der Anfangsphase des Jahres 2001 zunächst pausieren. Nach seinem Comeback spielte er sich jedoch wieder in die Stammformation und gewann mit seinem Verein nach einem Finalsieg gegen Galaxy mit dem MLS Cup die US-amerikanische Meisterschaft. In seiner vierten und letzten Saison für die San José Earthquakes war Conrad Teil der ligaweit zweitbesten Abwehr, scheiterte mit seinem Team dann jedoch im Viertelfinale an Columbus Crew.
Conrad wechselte dann im Jahre 2003 zu den Kansas City Wizards, wobei dieser Transfer mit der Verpflichtung von Arturo Alvarez in Verbindung stand, der dadurch wiederum über das Draftsystem in San José angeheuert werden konnte. In Kansas wurde Conrad auf Anhieb zum Leistungsträger, kam in allen 30 Spielen zum Zuge und verpasste lediglich 20 Einsatzminuten. Nur ein Jahr später gewann er mit seinem neuen Verein den US Open Cup und wurde in die Mannschaft der Saison gewählt. Darüber hinaus saß er beim Allstar-Spiel auf der Bank und kam bei der Wahl zum besten Verteidiger in der Liga unter die drei besten Akteure.
Im Jahr 2005 gewann er dann die Wahl zum besten Abwehrspieler und wurde erneut für die Elf der Saison nominiert. Zudem kam er am 7. Juli 2005 beim Gold Cup gegen Kuba zu seinem Länderspieldebüt für die US-amerikanische Fußballnationalmannschaft und repräsentierte später eine Ligaauswahl in einem Freundschaftsspiel gegen Real Madrid in der spanischen Hauptstadt.
Im Mai 2006 verkündete Bruce Arena, dass der Innenverteidiger Conrad für die Fußball-Weltmeisterschaft 2006 nominiert sei und überraschte mit dieser Entscheidung, da Conrad, als mit 28 Jahren verhältnismäßig spät berufenem Debütanten, nur geringe Zukunftschancen auf eine weitere Nationalmannschaftskarriere prognostiziert wurden.
Im Dezember 2010 wechselte Conrad innerhalb der MLS zu CD Chivas USA. Wegen Verletzungsproblemen erreichte er nur 2 Einsätze für Chivas USA und gab am 18. August 2011 seinen Rücktritt vom professionellen Fußball bekannt.

## Sonstiges
- Conrad wuchs als ältestes Kind mit sechs Geschwistern auf, wobei er zwei Schwestern und vier Brüder hat.
- Er verließ die UCLA mit einem Abschluss in Mathematik.

## Erfolge
- CONCACAF-Gold-Cup-Gewinner 2005
- MLS-Cup-Gewinner: 2001
- US-Open-Cup-Gewinner: 2004
- A-League-Meister (Pacific Division): 1998
- Bester Abwehrspieler in der MLS: 2005

## Vereinsstationen als Profifußballer
- San Diego Flash (1998)
- San José Clash/Earthquakes (1999–2002)
  - Lech Posen (2000, ausgeliehen)
- Kansas City Wizards (2003–2010)
- CD Chivas USA (seit 2010)